# تفسير الخازن
لباب التأويل في معاني التنزيل أحد كتب تفسير القران الكريم، ألفه علي بن محمد بن إبراهيم الشيحي المعروف بالخازن.

## أسلوب التفسير
يبحث الخازن في كتابه تفسير القرآن الكريم، ويعد الكتاب بمثابة تهذيب لتفسير الإمام البغوي، فقد انتخبه المؤلف من التفسير المذكور، مضمنًا له فوائد مُنتقاة من كتب تفاسير أخرى، منبها على حذف أسانيده، وبين أنه عوض حذف تلك الأسانيد بشرح غريب الحديث وما يتعلَّق به. وبهامش هذا التفسير تفسير الإمام النسفي، المسمى مدارك التنزيل وحقائق التأويل. يقول الخازن في مقدمة كتابه: «ولم أجعل لنفسي تصرفا سوى النقل والانتخاب. ابتعد فيه عن التطويل، وحذف منه الأسانيد، أورد فيه التفسير الإفرادي والإجمالي واللغوي، وفضائل السور، وأسباب النزول، معتمدا في ذلك غالبا على الأحاديث النبوية والآثار الصحيحة مع تخريج الأحاديث والآثار، إضافة إلى الشواهد الشعرية العربية».

## قيمة ومزايا الكتاب
يتميز الكتاب عن باقي التفاسير بعددٍ من المزايا ذُكرت في «تفسير الخازن والإسرائيليات» وهي:
1- يعد هذا الكتاب ذا قيمة علمية في تفسير القرآن الكريم بالمأثور لكثرة ما احتواه منه.
2- اهتمام الخازن بالعقيدة وإظهار مذهب أهل السنة على غيره، وأكثر ما يظهر ذلك في:
- نفي ما يسيء للأنبياء فيما ورد في القصص الإسرائيلية، وتنزيهه إياهم عن كل ما يخالف عصمتهم، مثل الذنوب الكبيرة. مما ورد في إسرائيليات قصص بعضهم مثل قصة لوط ونوح ويوسف.
- كان يرد في تفسيره على الفرق المختلفة مثل الراضة والخوارج والمعتزلة والمرجئة، ويدحض شبهاتهم.
- إثبات صفات الله كما وردت في النبي ﷺ بعيدًا عن الفرق كالمعتزلة.
3- يكثر في الكتاب التفسير بالرواية، فلا تكاد تخلو صفحة من كتابه من حديثٍ عن رسول الله ﷺ أو الصحابة أو التابعين.
4- قيام كتابه أساسًا على كتاب تفسير البغوي رحمه الله، مما يجعل لكتابه قيمة كبيرة في علم التفسير لمكانة تفسير البغوي.
5- الاهتمام بذكر أسباب النزول، خصوصًا أسباب نزول السورة ككل.
6- دحض الكثير من الإسرائيليات وتفنيدها. فيذكر القصة، ويذكر نقاط الفساد فيها، فيبينها للقارئ غير العالم.
7- اعتمد أيضًا على كتب التفسير الأساسية، كما استعان بكتابات أبرز علماء التفسير والحديث والفقهاء واللغة. كمجاهد والثوري والزهري وابن المبارك وابن عيينة وابن الجوزي.
8- ورود كثير من الأحكام الفقهية في التفسير، فيعد الكتاب نافعًا جدًا في استيعاب وتدبر الآيات التي تنطوي على بعض الأحكام الفقهية.
9- في الأمور الخلافية يظهر في الكتاب الترجيح أو التصحيح أو الجمع لخلافات كثيرة تمر فيه، وذلك لكونه تفسيرًا يطغى عليه المأثور.
10- احتواء التفسير على بعض التحقيقات القيمة، ومنها:
- دفع توهم عزل أبي بكر بإرسال علي ببراءة.
- توضيح المقصد من قول الله عز وجل: ((عفا الله عنك لم أذنت لهم)) [التوبة: 43].
- تحقيق في عمر رسول الله ﷺ عند ذكر الآية: ((فقد لبثت فيكم عمراً من قبله أفلا تعقلون)) [يونس: 16].
- تحقيق حول مكانة نبيبنا ﷺ على الأنبياء عند الآية: ((فبهداهم اقتده)) [الأنعام: 90].
11- تصحيحه أخطاء بعض المفسرين، مع تبيانه للحق في كلٍ منها، كما في قصة فرعون عند الزمخشري عندما فُلق البحر وتبعوا موسى عليه السلام، ودس جبريل عليه السلام الطين في فمه.
12- عنايته بتزكية الأخلاق والنفس ورفع الهمم والزهد في الدنيا والقرب من الله والآخرة.

## منهج الخازن في كتابه
المنهج الذي اتبعه الخازن في كتابة تفسيره:
1- يقوم منهجه في التفسير على عرض الآية ثم تفسيرها، وإلحاق ما يمكن أن يحلق به من مرويات وآثار عنها: مثل قوله تعالى: ﴿وَإِلَهُكُمْ إِلَهٌ وَاحِدٌ لَا إِلَهَ إِلَّا هُوَ الرَّحْمَنُ الرَّحِيمُ ۝١٦٣﴾ [البقرة:163]. فرغم أنَّها واضحة، إلا أنَّه بعد تفسيرها يأتي بحديث عن أسماء بنت يزيد قالت: سمعت رسول الله ﷺ يقول: اسم الله الأعظم في هاتين الآيتين ﴿وَإِلَهُكُمْ إِلَهٌ وَاحِدٌ لَا إِلَهَ إِلَّا هُوَ الرَّحْمَنُ الرَّحِيمُ ۝١٦٣﴾ [البقرة:163] وفاتحة آل عمران ﴿الم ۝١﴾ [آل عمران:1].
2- كان يعقد فصولًا للأمور ذات الأهمية، ولما تتفرد به بعض الآيات من فوائد.
3- عدم تكرار تفسير النظائر من الآيات والمتشابهات منها، إنما يحيلها إلى الآية التي سبق تفسيرها.
4- الاهتمام بالأمور العقدية. ومنها عصمة الأنبياء عليهم السلام:
منها إزالة الشبهة التي أوردها البعض في الآية ﴿عَفَا اللَّهُ عَنْكَ لِمَ أَذِنْتَ لَهُمْ حَتَّى يَتَبَيَّنَ لَكَ الَّذِينَ صَدَقُوا وَتَعْلَمَ الْكَاذِبِينَ ۝٤٣﴾ [التوبة:43]. فاستدل بهذه الآية من يرى صدور الذنب من الأنبياء، فأجاب الخازن بأنَّ هذا ليس شرطًا، بل تُحمل على المبالغة والتعظيم والتوقير... إلخ.
5- الاهتمام بالنواحي والأحكام الفقهية:
وهي كثيرة، مثل تفسيره لقوله تعالى: ﴿إِنَّ الصَّفَا وَالْمَرْوَةَ مِنْ شَعَائِرِ اللَّهِ فَمَنْ حَجَّ الْبَيْتَ أَوِ اعْتَمَرَ فَلَا جُنَاحَ عَلَيْهِ أَنْ يَطَّوَّفَ بِهِمَا وَمَنْ تَطَوَّعَ خَيْرًا فَإِنَّ اللَّهَ شَاكِرٌ عَلِيمٌ ۝١٥٨﴾ [البقرة:158]. فيقول في ذلك: (اختلف العلماء في حكم السعي بين الصفا والمروة في الحج والعمرة، فذهب جماعة إلى وجوبه، منهم مالك والشافعي، وذهب قوم إلى أنه تطوع، مثل ابن عباس، وذهب الحنفية إلى أنه ليس بركن، وعلى من تركه دم...)
6- كان الخازن يشرح الأحاديث عندما يوردها، ويبين ما أشكل فيها، والغريب منها.
7- يقتصر في ذكر مصدر الحديث على الحروف، مثل استعماله حرف (خ) للدلالة على صحيح البخاري، وحرف (م) للدلالة على صحيح مسلم، وحرف (ق) للدلالة أن هذا الحديث متفق عليه.

## منهج الخازن في إبطال الإسرائيليات
بدايةً لم يكن الخازن رحمه الله مبتدعًا في إدراج الإسرائيليات في التفسير، فقد نهج هذا عددٌ من المفسرين قبله وبعده، مثل ابن جرير الطبري، وأبي الليث السمرقندي، والثعلبي والبغوي والزمخشري. كما أن النبي ﷺ أباح الأخذ بالإسرائيليات بما لا يناقض ديننا، فلا نكذبه ولا نصدقه. ومن جملة ما ذكر في منهجه في إبطال الفاسد منها.:
1- كان يتغاضى عن بعضها.
2- عندما يذكر بعضها مما لا يصح ولا يليق يتبعه بأنه باطل، على مبدأ «ومن لا يعرف الشر من الناس يقع فيه».

فكتب مثلًا بعد بذكر بعض الروايات المسيئة لنبي الله داوود عليه السلام: 
.
3- لم يكتف الإمام الخازن بإبطال ذلك القصص وتلك الروايات فحسب بل يعمد إلى ذكر التفسير الصحيح للآية ويذكر في ذلك عدة أوجه.
4- الاهتمام بالناحية التاريخية:
فكان يرد الآية للغزوة التي نزلت بها، ويفصل أكثر من ذلك، فمثلًا في قوله تعالى ﴿إِذْ هَمَّتْ طَائِفَتَانِ مِنْكُمْ أَنْ تَفْشَلَا وَاللَّهُ وَلِيُّهُمَا وَعَلَى اللَّهِ فَلْيَتَوَكَّلِ الْمُؤْمِنُونَ ۝١٢٢﴾ [آل عمران:122] قال بأنَّ هاتان الطائفتان هما بنو حارثة وبنو سلمة، ثم أتبع ذلك برأي النبي ﷺ بقتاله داخل المدينة...إلخ.

## مآخذ على الخازن
1- إكثاره جدًا من رواية الإسرائيليات التي لا يكاد يسلم كثير منه أمام ميزان العلم الصحيح والعقل السليم.
2- عدم احتواء كتابه على تخريج الروايات والآثار، مما يظهر الحاجة إلى تغييرها.